# Tenuta di Downhill

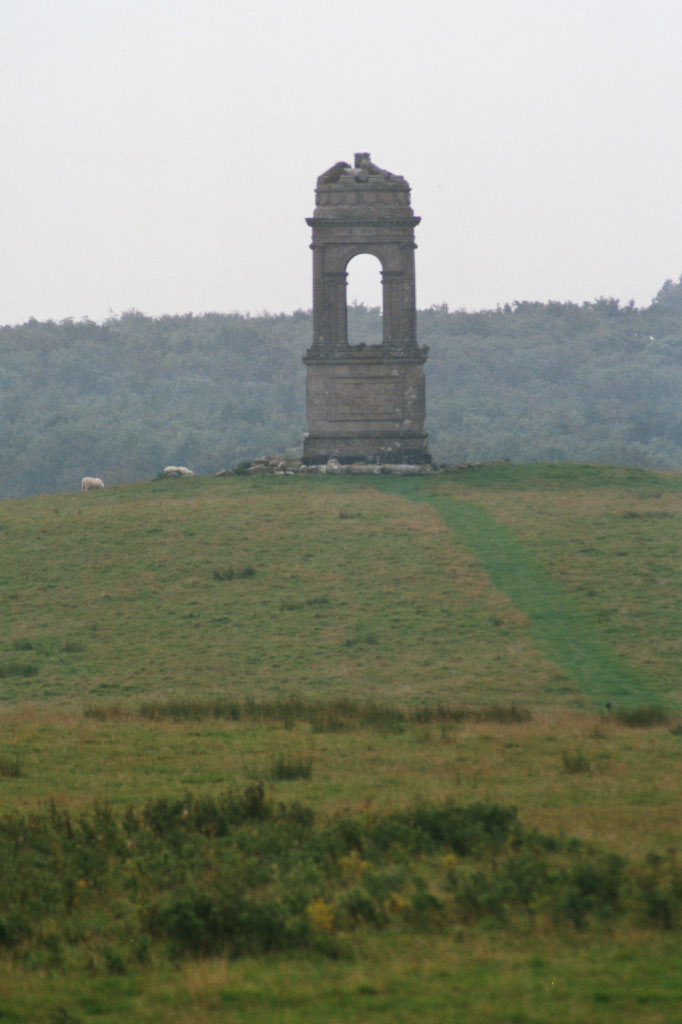
Il Belvedere della tenuta di Downhill

La tenuta di Downhill (Downhill Estate & Mussenden Temple in inglese) è un luogo turistico dell'Irlanda del Nord, situato sulla costa nord-orientale della nazione nella contea di Londonderry e nel distretto di Limavady a poca distanza dal villaggio di Castlerock e da Derry. Dalla tenuta è ben visibile a breve distanza Inishowen, penisola del Donegal, che invece fa parte della Repubblica d'Irlanda.
Il luogo è molto importante per la presenza di alcuni monumenti situati in un paesaggio a picco sul mare: i ruderi di una villa di un nobile inglese distrutta da un incendio, il belvedere relativo e, soprattutto, l'originale tempio di Mussenden.

## Il tempio di Mussenden

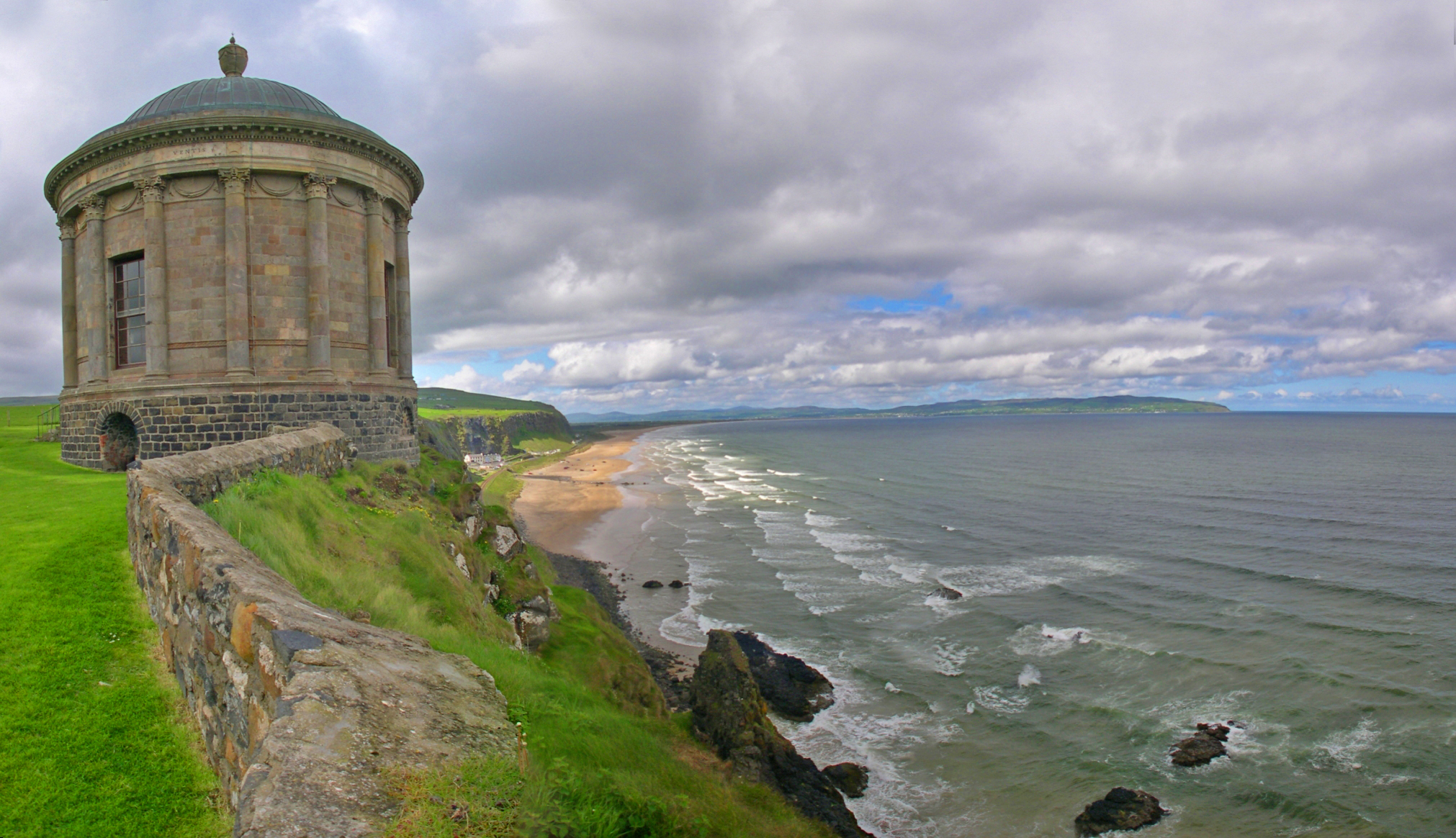
Tempio di Mussenden

Il tempio di Mussenden è il più interessante dei tre edifici della tenuta, oltre che quello meglio conservato, e consiste in un piccolo tempio a pianta circolare con cupola situato sull'orlo di una scogliera a picco sulla spiaggia di Downhill. 
Raggiungere il tempio non è molto difficile, basta seguire il sentiero che parte dalla villa o uscire, nel caso di visita agli interni di quest'ultima, dall'uscita, in questo caso l'edificio apparirà in lontananza.